# Agylla rotunda
Agylla rotunda là một loài bướm đêm thuộc phân họ Arctiinae, họ Erebidae.